# 奧林太坦坡戰役
奧林太坦坡戰役（西班牙語發音：[oˈʎantaiˈtambo]）發生於1537年1月，在西班牙征服祕魯時，印加皇帝曼可·印加勢力與由艾爾南多·皮薩羅所率領的西班牙探險隊間的衝突。曼可·印加原是西班牙人的盟友，但於1536年5月起身反抗，圍攻西班牙於庫斯科的駐軍。為突破僵局，西班牙於是突襲印加皇帝在奧林太坦坡的本營。探險隊由艾爾南多·皮薩羅領軍，內有100名西班牙人及約30,000名印第安援兵，對抗超過30,000人的印加軍隊。